# 法恩堡足球會
法恩堡足球會（Farnborough Football Club）是一支位於英格蘭法恩堡的職業足球會，目前於英格蘭足球全國聯賽南角逐。

## 外部連結
- Official site （页面存档备份，存于）
- Farnborough Town@Football Club History Database